# Cheam School
Cheam School è una scuola preparatoria mista situata a Headley, nella parrocchia civile di Ashford Hill and Headley nella contea inglese dell'Hampshire.

## Storia
La Cheam Preparatory School è stata fondata nel 1645 da George Aldrich. Inizialmente sita nel villaggio di Cheam da cui prende il nome, nella contea inglese del Surrey, nel 1934, quando l'area si sviluppò da un tranquillo villaggio verdeggiante a un sobborgo trafficato la scuola si trasferì in una casa di campagna nota come Beenham Court a Headley. Poco prima che si spostasse, il Principe Filippo, duca di Edimburgo, è stato allievo in questa scuola e anche suo figlio, Carlo, principe di Galles.

## Presidi
- 1645-1685: George Aldrich
- 1685-1701: Henry Day
- 1701-1711: Robert LLoyd
- 1711-1739: Daniel Sanxay
- 1739-1752 James Sanxay
- 1752-1777: William Gilpin[1]
- 1777-1805: James Wilding
- 1805- ?: Joseph Wilson
- 1826-1846: Charles Mayo
- 1856-1890: Robert Tabor
- 1891-1920: Arthur Tabor
- 1921-1947: Harold Taylor
- 1947–1963: Peter Beck[2]
- 1963-1971: Michael Stannard
- 1972-1985: Michael Wheeler
- 1985-1998: Christopher Evers
- 1998–2016: Mark Johnson
- 2016–Present: Martin Harris

## Alunni notevoli
- Arthur Kinnaird, XI lord Kinnaird, calciatore e banchiere
- Charles Bathurst, I visconte Bledisloe
- Carlo, principe del Galles, erede di Elisabetta II
- Clements Robert Markham, esploratore e presidente della Royal Geographical Society
- Digby Mackworth Dolben, poeta
- Douglas Hogg, I visconte Hailsham, Lord cancelliere
- Lord Dunsany, scrittore
- Harry Prendergast, onorificato con la Victoria Cross
- Henry Addington, I visconte Sidmouth, Primo ministro 1801–1804
- Hugh Childers, Cancelliere dello Scacchiere, 1882–1885
- Ivo Bligh, VIII conte Darnley, primo capitano vincitore in Inghilterra di Ashes
- Jake Meyer, alpinista Seven Summits
- John Michell, scrittore e esoterista[3]
- Leonora MacKinnon, schermitore per il team Canada alle Olimpiadi di Londra 2012
- Gerard Berners, pittore e compositore
- Filippo di Edimburgo, consorte di Elisabetta II
- Randolph Churchill, ministro e padre di Winston Churchill
- Reginald Drax, ammiraglio
- Robert S. de Ropp ricercatore e scrittore
- Sukhumbhand Paribatra, 15º Governatore di Bangkok
- William Fletcher canottiere
- William Gilpin, preside, 1752–1777